# CWHL 2011/12
Die Saison 2011/12 war die fünfte Spielzeit der Canadian Women’s Hockey League (CWHL), der höchsten kanadischen Spielklasse im Fraueneishockey. Die Stars de Montréal gewannen die Regular Season der CWHL und qualifizierten sich damit für das Finalturnier um den Clarkson Cup, das sie ebenfalls (zum zweiten Mal in Folge) gewannen.

## Teilnehmer
Im Vorfeld der Saison 2011/12 wurden Pläne bekannt, die CWHL mit der Western Women’s Hockey League (WWHL) zu vereinigen, um eine landesweite Liga zu etablieren. Der regionale Eishockeyverband der Provinz Alberta unterstützte (jedoch) die Gründung eines neuen Teams, das als Fusion der ehemaligen WWHL-Teilnehmer Edmonton Chimos und Strathmore Rockies entstand, um die Provinz in der nun landesweiten Canadian Women’s Hockey League zu vertreten. Letztlich führte dieser Schritt zur Auflösung der WWHL, da die zwei verbliebenen WWHL-Teams – die Manitoba Maple Leafs und die Minnesota Whitecaps – keine Grundlage zur Fortführung des regulären Spielbetriebs sahen.
Zunächst hatte der neue CWHL-Teilnehmer, der als Team Alberta oder Alberta Honeybadgers bezeichnet wurde, keine feste Heimspielstätte, sondern tourte mit seinen Heimspielen durch die Provinz Alberta. Aufgrund der großen Distanz zu den anderen Standorten der CWHL absolvierte das Team Alberta in der Saison 2011/12 nur einen Teil der vorgesehenen Spiele, die Tabelle wurde entsprechend bereinigt.
Ein weiteres neues Team waren die Toronto Furies, die die Toronto Aeros ersetzten.
An der fünften Austragung der CWHL nahmen somit insgesamt sechs Mannschaften teil, drei aus der Provinz Ontario sowie jeweils eine aus Alberta, Québec und den USA.
| Team                  | Standort                   | Gründung | Spielstätte                 |
| --------------------- | -------------------------- | -------- | --------------------------- |
| Brampton Thunder      | Brampton, Ontario          | 1998     | Century Gardens Arena       |
| Burlington Barracudas | Burlington, Ontario        | 2007     | Appleby Arena               |
| Toronto Furies        | Toronto, Ontario           | 2011     | George Bell Arena           |
| Stars de Montréal     | Montréal, Québec           | 2007     | Centre Étienne Desmarteau   |
| Boston Blades         | Boston, Massachusetts, USA | 2010     | Ristuccia Arena, Wilmington |
| Team Alberta          | Calgary, Alberta           | 2011     | verschiedene                |

## CWHL Draft
Am 21. Juli 2011 führte die CWHL zum zweiten Mal einen Draft für Spielerinnen durch, um das Spielniveau der Teams zu vereinheitlichen und dem neu gegründeten Team aus Alberta die Möglichkeit zu geben, den Kader zu füllen. Daher nutze vor allem das Team Alberta ausgiebig die Möglichkeiten des Drafts. Die Veranstaltung wurde in der Delta Meadowvale Resort and Conference Centre in Mississauga durchgeführt. An erster Stelle wurde Meghan Agosta von den Stars de Montréal ausgewählt, insgesamt sicherten sich die sechs Teams die Rechte an 112 Spielerinnen.
| #   | Spieler               | Geburtsort                  | Team       | College                            |
| --- | --------------------- | --------------------------- | ---------- | ---------------------------------- |
| 1.  | Meghan Agosta (F)     | Ruthven, Ontario            | Montréal   | Mercyhurst Lakers (CHA)            |
| 2.  | Molly Schaus (G)      | Naperville, Illinois        | Boston     | Boston College (HEA)               |
| 3.  | Meaghan Mikkelson (D) | St. Albert, Alberta         | Alberta    | Wisconsin Badgers (WCHA)           |
| 4.  | Vicki Bendus (F)      | Wasaga Beach, Ontario       | Brampton   | Mercyhurst Lakers (CHA)            |
| 5.  | Jesse Scanzano (F)    | Montreal, Quebec            | Toronto    | Mercyhurst Lakers (CHA)            |
| 6.  | Courtney Birchard (F) | Mississauga, Ontario        | Brampton   | University of New Hampshire (ECAC) |
| 7.  | Catherine Ward (D)    | Montreal, Quebec            | Montreal   | Boston University (HE)             |
| 8.  | Meghan Duggan (F)     | Danvers, Massachusetts      | Boston     | Wisconsin Badgers (WCHA)           |
| 9.  | Bobbi-Jo Slusar (D)   | Swift Current, Saskatchewan | Alberta    | Wisconsin Badgers (WCHA)           |
| 10. | Sommer West (F)       | Bowmanville, Ontario        | Burlington | Durham College (OCAA)              |

## Reguläre Saison
Die reguläre Saison begann am 22. Oktober 2011 und endete am 18. März 2012. Die vier punktbesten Mannschaften qualifizierten sich für die Play-offs, an dessen Ende das Finale um den Clarkson Cup stand.

### Tabelle
| Pl. | Mannschaft            | Sp | S  | OTN | N  | Tore    | Punkte |
| --- | --------------------- | -- | -- | --- | -- | ------- | ------ |
| 1.  | Stars de Montréal     | 27 | 22 | 1   | 4  | 160:066 | 51     |
| 2.  | Boston Blades         | 27 | 20 | 0   | 7  | 107:061 | 46     |
| 3.  | Brampton Thunder      | 27 | 18 | 2   | 7  | 102:080 | 40     |
| 4.  | Toronto Furies        | 27 | 9  | 5   | 13 | 075:105 | 26     |
| 5.  | Team Alberta          | 15 | 5  | 0   | 10 | 038:066 | 20     |
| 6.  | Burlington Barracudas | 27 | 1  | 0   | 26 | 046:150 | 2      |

Abkürzungen: Pl. = Platz, Sp = Spiele, S = Siege, OTN = Niederlagen nach Verlängerung (Overtime) N = Niederlagen

Erläuterungen: Meister der regulären Saison, korrigierte Punktezahl

### Statistik

#### Beste Scorerinnen
Quelle: pointstreak.com; Abkürzungen: Sp = Spiele, T = Tore, V = Assists, Pkt = Punkte, +/− = Plus/Minus, SM = Strafminuten; Fett: Saisonbestwert
| Spieler            | Mannschaft | Sp | T  | V  | Pkt | +/− | SM |
| ------------------ | ---------- | -- | -- | -- | --- | --- | -- |
| Meghan Agosta      | Montréal   | 27 | 41 | 39 | 80  | +59 | 16 |
| Caroline Ouellette | Montréal   | 27 | 30 | 36 | 66  | +52 | 12 |
| Vanessa Davidson   | Montréal   | 27 | 24 | 25 | 49  | +41 | 26 |
| Kelli Stack        | Boston     | 27 | 25 | 17 | 42  | +35 | 30 |
| Gillian Apps       | Brampton   | 27 | 19 | 20 | 39  | +30 | 70 |
| Jayna Hefford      | Brampton   | 27 | 21 | 13 | 34  | +24 | 28 |
| Noémie Marin       | Montréal   | 24 | 12 | 22 | 34  | +25 | 16 |
| Cherie Piper       | Brampton   | 25 | 12 | 21 | 33  | +28 | 10 |
| Erika Lawler       | Boston     | 26 | 11 | 22 | 33  | +25 | 10 |
| Gigi Marvin        | Boston     | 27 | 11 | 21 | 32  | +20 | 24 |

#### Beste Torhüterinnen
Quelle: pointstreak.com; Abkürzungen: Sp = Spiele, Min = Eiszeit (in Minuten), GT = Gegentore, SO = Shutouts, Sv% = gehaltene Schüsse (in %), GTS = Gegentorschnitt; Fett: Turnierbestwert
| Spieler           | Mannschaft | Sp | Min     | S  | OTN | SON | N  | GT | GTS  | SVS | Sv%  | SO |
| ----------------- | ---------- | -- | ------- | -- | --- | --- | -- | -- | ---- | --- | ---- | -- |
| Molly Schaus      | Boston     | 23 | 1386:05 | 16 | 0   | 0   | 7  | 55 | 2,38 | 559 | 91,0 | 0  |
| Jenny Lavigne     | Montréal   | 23 | 1358:13 | 19 | 0   | 0   | 4  | 54 | 2,39 | 418 | 88,6 | 2  |
| Liz Knox          | Brampton   | 20 | 1206:06 | 13 | 0   | 1   | 6  | 59 | 2,94 | 285 | 82,8 | 1  |
| Erika Vanderveer  | Toronto    | 9  | 525:00  | 2  | 0   | 1   | 5  | 26 | 2,97 | 241 | 90,3 | 1  |
| Lundy Day         | Alberta    | 10 | 603:33  | 4  | 0   | 0   | 6  | 40 | 3,98 | 324 | 89,0 | 0  |
| Sami Jo Small     | Toronto    | 16 | 933:13  | 5  | 2   | 2   | 7  | 64 | 4,11 | 279 | 81,3 | 1  |
| Christina Kessler | Burlington | 11 | 634:44  | 1  | 0   | 0   | 10 | 54 | 5,10 | 278 | 83,7 | 0  |
| Mandy Cronin      | Burlington | 13 | 675:12  | 0  | 0   | 0   | 11 | 66 | 5,86 | 198 | 75,0 | 0  |

### Auszeichnungen
Die CWHL Awards 2012 wurden im Rahmen eines Banketts am 21. März 2012 in Niagara Falls, Ontario, übergeben.

#### Spielertrophäen
- Most Valuable Player: Meghan Agosta, Montréal
- Angela James Bowl (Topscorerin): Meghan Agosta, Montréal
- Outstanding Rookie: Courtney Birchard, Brampton
- Trainer des Jahres: Lauren McAuliffe, Boston
- Beste Stürmerin: Meghan Agosta, Montréal
- Beste Verteidigerin: Catherine Ward, Montréal
- Beste Torhüterin: Molly Schaus, Boston

#### All-Star-Teams
| First All-Star Team |                                                  |
| Angriff:            | Meghan Agosta – Caroline Ouellette – Kelli Stack |
| Verteidigung:       | Catherine Ward – Molly Engstrom                  |
| Tor:                | Molly Schaus                                     |

| Second All-Star Team |                                                 |
| Angriff:             | Gillian Apps – Jayna Hefford – Vanessa Davidson |
| Verteidigung:        | Gigi Marvin – Tessa Bonhomme                    |
| Tor:                 | Jenny Lavigne                                   |

| All-Rookie Team |                                            |
| Angriff:        | Meghan Agosta – Erika Lawler – Kelli Stack |
| Verteidigung:   | Catherine Ward – Courtney Birchard         |
| Tor:            | Molly Schaus                               |

## Clarkson Cup
Der Clarkson Cup 2012 war die vierte Austragung des gleichnamigen Wettbewerbs. Am Finalturnier nahmen ausschließlich vier Vertreter der Canadian Women’s Hockey League teil, nachdem die Western Women’s Hockey League den Spielbetrieb eingestellt hatte und der Pokal dadurch exklusiv an die CWHL übergegangen war. Das Turnier wurde vom 22. bis 25. März 2011 im Gale Centre in Niagara Falls in der Provinz Ontario ausgetragen. Die Durchführung des Turniers kostete die Stadt Niagara Falls über 20.000 US-Dollar und wurde von über 5.000 Zuschauern besucht.

### Modus
Die vier Teilnehmer am Finalturnier trugen zunächst eine Vorrunde (Einfachrunde) aus, in der die zwei Finalteilnehmer ermittelt wurden. Das Finale wurde in einem einzigen Spiel entschieden.

### Vorrunde
| 22. März 2012 12:00 Uhr (Ortszeit) | Stars de Montréal S. Harbec (21:22) M. Agosta (34:40) M. Agosta (39:36) C. Ouellette (41:21) E. Blais (46:43) J. Chu (54:08) C. Ouellette (56:05) | 7:0 (0:0, 0:3, 0:4) Spielbericht | Toronto Furies | Gale Centre, Niagara Falls Zuschauer: k. A. |

| 22. März 2012 19:00 Uhr | Boston Blades A. Wohlfeiler (7:19) J. Hawkins (59:19) | 2:3 (1:0, 0:3, 1:0) Spielbericht | Brampton Thunder A. Ironside (28:36) A. Riggs (33:10) J. Hefford (37:45) | Gale Centre, Niagara Falls Zuschauer: k. A. |

| 23. März 2012 12:00 Uhr | Stars de Montréal M. Agosta (4:58) C. Ouellette (13:23) | 2:0 (2:0, 0:0, 0:0) Spielbericht | Brampton Thunder | Gale Centre, Niagara Falls Zuschauer: k. A. |

| 23. März 2012 19:00 Uhr | Boston Blades K. Stack (3:11) K. Stack (27:50) J. Koizumi (44:26) G. Marvin (45:45) W. Naslund (49:36) | 5:2 (1:1, 1:0, 3:1) Spielbericht | Toronto Furies B. Smith (4:19) K. Cheverie (51:33) | Gale Centre, Niagara Falls Zuschauer: k. A. |

| 24. März 2012 11:00 Uhr | Toronto Furies K. Zamora (48:03) F. McPhail (48:44) | 2:4 (0:0, 0:3, 2:1) Spielbericht | Brampton Thunder M. Engstrom (32:37) V. Bendus (37:29) A. Fox (37:46) L. Dupuis (59:44) | Gale Centre, Niagara Falls Zuschauer: k. A. |

| 24. März 2012 15:00 Uhr | Stars de Montréal D. Thibault (19:28) C. Ward (36:43) S. Harbec (50:07) M. Agosta (58:22) C. Ouellette (60:45) | 5:4 n. V. (1:2, 1:0, 2:2, 1:0) Spielbericht | Boston Blades S. Sisk (12:42) G. Marvin (16:20) E. Lawler (47:09) E. Lawler (59:06) | Gale Centre, Niagara Falls Zuschauer: k. A. |

| Pl. |                   | Sp | S | OTN | N | Tore  | Punkte |
| 1.  | Stars de Montréal | 3  | 3 | 0   | 0 | 14:04 | 6      |
| 2.  | Brampton Thunder  | 3  | 2 | 0   | 1 | 07:06 | 4      |
| 3.  | Boston Blades     | 3  | 1 | 1   | 1 | 11:10 | 3      |
| 4.  | Toronto Furies    | 3  | 0 | 0   | 3 | 04:16 | 0      |

Abkürzungen: Pl. = Platz, Sp = Spiele, S = Siege, OTN = Niederlagen nach Verlängerung (Overtime), N = Niederlagen

Erläuterungen: Für das Finale qualifiziert

### Finale
| 25. März 12 13:00 Uhr (Ortszeit) | Stars de Montréal A. Cecere (20:23) C. Ouellette (24:03) V. Davidson (32:08) E. Blais (52:54) | 4:2 (0:0, 3:0, 1:2) Spielbericht | Brampton Thunder C. Birchard (47:55) C. Piper (57:27) | Gale Centre, Niagara Falls Zuschauer: k. A. |

### Statistik

#### Beste Scorerinnen
Quelle: pointstreak.com; Abkürzungen: Sp = Spiele, T = Tore, V = Assists, Pkt = Punkte, SM = Strafminuten; Fett: Saisonbestwert
| Spieler            | Mannschaft | Sp | T | V | Pkt | SM |
| ------------------ | ---------- | -- | - | - | --- | -- |
| Caroline Ouellette | Montréal   | 4  | 5 | 3 | 8   | 2  |
| Meghan Agosta      | Montréal   | 4  | 4 | 2 | 6   | 0  |
| Emmanuelle Blais   | Montréal   | 4  | 2 | 3 | 5   | 4  |
| Kelli Stack        | Boston     | 3  | 2 | 3 | 5   | 2  |
| Gigi Marvin        | Boston     | 3  | 2 | 3 | 5   | 0  |
| Vicki Bendus       | Brampton   | 4  | 1 | 4 | 5   | 6  |
| Sabrina Harbec     | Montréal   | 4  | 2 | 2 | 4   | 4  |
| Erika Lawler       | Boston     | 3  | 2 | 2 | 4   | 0  |

#### Beste Torhüterinnen
Quelle: pointstreak.com; Abkürzungen: Sp = Spiele, Min = Eiszeit (in Minuten), GT = Gegentore, SO = Shutouts, GTS = Gegentorschnitt; Fett: Turnierbestwert
| Spieler       | Mannschaft | Sp | Min    | S | OTN | N | GT | GTS  | SO |
| ------------- | ---------- | -- | ------ | - | --- | - | -- | ---- | -- |
| Jenny Lavigne | Montréal   | 3  | 180:00 | 3 | 0   | 0 | 2  | 0,67 | 2  |
| Liz Knox      | Brampton   | 4  | 240:00 | 2 | 0   | 2 | 10 | 2,50 | 0  |
| Molly Schaus  | Boston     | 3  | 180:45 | 1 | 1   | 1 | 10 | 3,32 | 0  |
| Sami Jo Small | Toronto    | 2  | 109:00 | 0 | 0   | 2 | 11 | 6,06 | 0  |

### Auszeichnungen
- Most Valuable Player: Caroline Ouellette, Stars de Montréal
- Beste Stürmerin: Erika Lawler, Boston Blades
- Beste Verteidigerin: Molly Engstrom, Brampton Thunder
- Beste Torhüterin: Liz Knox, Brampton Thunder
- Topscorer: Caroline Ouellette, Stars de Montréal